# Minamoto no Shigeyuki
Minamoto no Shigeyuki ( 源 重之) (date de naissance inconnue, mort en 1000) est un poète de waka du début de l'époque de Heian et un noble japonais. Il est choisi pour faire partie de la liste des trente-six grands poètes et un  de ses poèmes est inclus dans l'anthologie bien connue Hyakunin Isshu. Il existe une collection personnelle de poème appelée Shigeyukishū (重之集).